# Judy Canty
Judy Canty (eigentlich Judith Lilian Canty, verheiratete Wilson; * 5. Oktober 1931 in Sydney; † 9. Juli 2016) war eine australische Weitspringerin.
1948 wurde sie Siebte bei den Olympischen Spielen in London und 1950 gewann sie Silber bei den British Empire Games in Auckland.
1948 und 1950 wurde sie Australische Meisterin. Ihre persönliche Bestleistung von 5,87 m stellte sie am 13. Januar 1951 in Sydney auf.